# Messala Merbah
Messala Merbah (en arabe : ميصالة مرباح), né le 22 juillet 1994, à Tadmaït, dans la wilaya de Tizi-Ouzou est un footballeur algérien, qui évolue au poste de Milieu de terrain au CS Constantine.
Il est le frère jumeau du footballeur Gaya Merbah et le cousin du footballeur Abdelmalek Merbah.

## Biographie
Messala Merbah commence a jouer au football en compagnie de son frère jumeau, Gaya Merbah, dans leur ville natale de Tadmaït en grande Kabylie. Il déménage ensuite pour jouer au NARB Réghaïa.
Il est ensuite transféré vers le RC Boumerdès, puis vers l'US Beni-Douala entre 2014 et 2015.  
Repéré par la JS Saoura, il rejoint les rangs de cette équipe lors du mercato hivernal de 2015. Auteur de magnifiques matchs [réf. nécessaire], il devient peu à peu une pièce maîtresse de l’échiquier de la JSS, puis titulaire indiscutable.  
Grâce à ses bonnes performances avec Saoura, Messala figure dans la liste réserve de l'équipe nationale d'Algérie olympique qui participe aux Jeux d'été de 2016. Il est ensuite convoqué plusieurs fois en équipe nationale A'.  

## Statistiques

### En club
| Saison                | Club                  | Championnat           | Championnat | Championnat | Championnat | Coupe(s) nationale(s) | Coupe(s) nationale(s) | Coupe(s) nationale(s) | Compétition(s) continentale(s) | Compétition(s) continentale(s) | Compétition(s) continentale(s) | Compétition(s) continentale(s) | Total | Total | Total |
| Saison                | Club                  | Division              | M.          | B.          | P.d.        | M.                    | B.                    | P.d.                  | Comp.                          | M.                             | B.                             | P.d.                           | M.    | B.    | P.d.  |
| 2014-2015             | JS Saoura             | Ligue 1               | 9           | 0           | 0           | -                     | -                     | -                     | -                              | -                              | -                              | -                              | 9     | 0     | 0     |
| 2015-2016             | JS Saoura             | Ligue 1               | 23          | 1           | 1           | 1                     | 0                     | 0                     | -                              | -                              | -                              | -                              | 24    | 1     | 1     |
| 2016-2017             | JS Saoura             | Ligue 1               | 27          | 1           | 0           | 3                     | 0                     | 0                     | C1                             | 2                              | 0                              | 0                              | 32    | 1     | 0     |
| 2017-2018             | JS Saoura             | Ligue 1               | 28          | 0           | 2           | 3                     | 0                     | 0                     | -                              | -                              | -                              | -                              | 31    | 0     | 2     |
| 2018-2019             | JS Saoura             | Ligue 1               | 21          | 0           | 3           | -                     | -                     | -                     | C1                             | 9                              | 0                              | 0                              | 30    | 0     | 3     |
| 2019-2020             | JS Saoura             | Ligue 1               | 2           | 0           | 0           | -                     | -                     | -                     | -                              | -                              | -                              | -                              | 2     | 0     | 0     |
| Sous-total            | Sous-total            | Sous-total            | 110         | 2           | 6           | 7                     | 0                     | 0                     | -                              | 11                             | 0                              | 0                              | 128   | 2     | 6     |
| 2019-2020             | CS Chebba             | Ligue 1 Pro           | 7           | 0           | 0           | 3                     | 0                     | 0                     | -                              | -                              | -                              | -                              | 10    | 0     | 0     |
| 2020-2021             | ES Sétif              | Ligue 1               | 26          | 1           | 0           | 1                     | 0                     | 0                     | C2                             | 5                              | 0                              | 0                              | 32    | 1     | 0     |
| 2021-2022             | USM Alger             | Ligue 1               | 23          | 1           | 0           | -                     | -                     | -                     | -                              | -                              | -                              | -                              | 23    | 1     | 0     |
| 2022-2023             | USM Alger             | Ligue 1               | 8           | 1           | 0           | -                     | -                     | -                     | C2                             | 4                              | 0                              | 0                              | 12    | 1     | 0     |
| Sous-total            | Sous-total            | Sous-total            | 31          | 2           | 0           | -                     | -                     | -                     | -                              | 4                              | 0                              | 0                              | 35    | 2     | 0     |
| 2023-2024             | CS Constantine        | Ligue 1               | 24          | 0           | 0           | 4                     | 0                     | 0                     | C1                             | 1                              | 0                              | 0                              | 29    | 0     | 0     |
| 2024-2025             | CS Constantine        | Ligue 1               | 15          | 0           | 0           | 1                     | 0                     | 0                     | C2                             | 13                             | 0                              | 1                              | 29    | 0     | 1     |
| Sous-total            | Sous-total            | Sous-total            | 39          | 0           | 0           | 5                     | 0                     | 0                     | -                              | 14                             | 0                              | 1                              | 58    | 0     | 1     |
| Total sur la carrière | Total sur la carrière | Total sur la carrière | 213         | 5           | 6           | 16                    | 0                     | 0                     | -                              | 34                             | 0                              | 1                              | 263   | 5     | 7     |